# 小行星3286
小行星3286（3286 Anatoliya）是一颗绕太阳运转的小行星，为主小行星带小行星。该小行星于1980年1月23日发现。

## 轨道参数
小行星3286的轨道半长轴为2.6367518 UA，离心率为0.104。